# Georgia Harris
Georgia Harris (10 giugno 2004) è una velocista australiana.

## Progressione

### 100 metri piani
| Stagione | Misura | Luogo     | Data       | Rank. Mond. |
| -------- | ------ | --------- | ---------- | ----------- |
| 2025     | 11"38  | Perth     | 11-4-2025  |             |
| 2024     | 11"52  | Mondovì   | 2-6-2024   |             |
| 2023     | 11"46  | Brisbane  | 30-3-2023  |             |
| 2022     | 11"65  | Melbourne | 19-03-2022 |             |
| 2021     | 11"83  | Brisbane  | 16-10-2021 |             |
| 2020     | 12"59  | Brisbane  | 7-3-2020   |             |
| 2019     | 12"40  | Cairns    | 20-10-2019 |             |
| 2018     | 12"77  | Brisbane  | 25-10-2018 |             |
| 2017     | 12"95  | Brisbane  | 12-10-2017 |             |
| 2015     | 12"96  | Brisbane  | 11-10-2015 |             |

### 200 metri piani
| Stagione | Misura | Luogo    | Data       | Rank. Mond. |
| -------- | ------ | -------- | ---------- | ----------- |
| 2024     | 24"24  | Fukuroi  | 3-5-2024   |             |
| 2023     | 23"61  | Brisbane | 1-4-2023   |             |
| 2022     | 23"86  | Sydney   | 29-3-2022  |             |
| 2021     | 24"42  | Brisbane | 16-10-2021 |             |
| 2020     | 25"38  | Brisbane | 29-2-2020  |             |
| 2019     | 25"36  | Cairns   | 21-10-2019 |             |
| 2018     | 26"89  | Brisbane | 26-10-2018 |             |
| 2017     | 26"92  | Brisbane | 13-10-2017 |             |
| 2015     | 27"21  | Brisbane | 21-10-2015 |             |
| 2014     | 26"99  | Brisbane | 25-10-2014 |             |

## Palmarès
| Anno | Manifestazione               | Sede      | Evento      | Risultato  | Prestazione | Note  |
| ---- | ---------------------------- | --------- | ----------- | ---------- | ----------- | ----- |
| 2022 | Mondiali U20                 | Cali      | 200 m piani | Batteria   | 24"06       |       |
| 2022 | Mondiali U20                 | Cali      | 4x100 m     | 6ª         | 45"15       |       |
| 2023 | Giochi del Pacifico          | Honiara   | 100 m piani | Oro        | 10"49       |       |
| 2025 | World Relays                 | Guangzhou | 4x100 m     | Ripescaggi | dq          | [ 1 ] |
| 2025 | Giochi mondiali universitari | Reno-Ruhr | 100 m piani | Oro        | 11"44       | [ 2 ] |
| 2025 | Giochi mondiali universitari | Reno-Ruhr | 4x100 m     | Oro        | 43"46       |       |